# Gonatidae
Famille
Les Gonatidae constituent une famille de calmars.

## Liste des genres
Selon World Register of Marine Species (16 mai 2016), cette famille comprend les genres suivants :
- genre Berryteuthis Naef, 1921
- genre Eogonatus Nesis, 1972
- genre Gonatopsis Sasaki, 1920
- genre Gonatus Gray, 1849

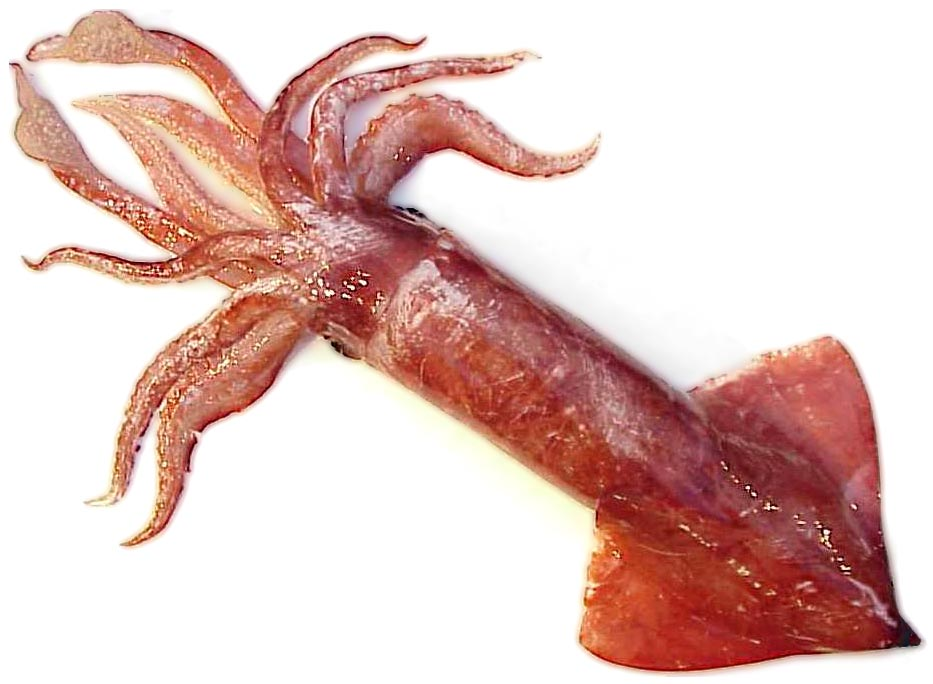
Berryteuthis magister magister
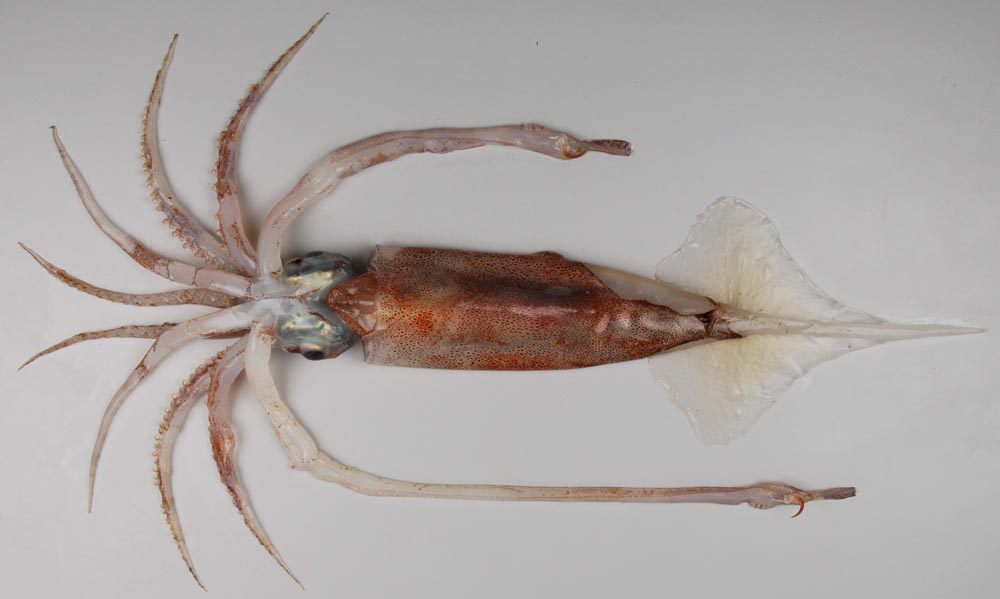
Gonatus antarcticus